# 258-я истребительная авиационная дивизия
 258-я истребительная авиационная дивизия (258-я иад) — воинское соединение вооружённых СССР в Великой Отечественной войне.

## История наименований
- ВВС 14-й армии;
- 258-я истребительная авиационная дивизия;
- 258-я смешанная авиационная дивизия;
- 1-я гвардейская смешанная авиационная дивизия;
- 16-я гвардейская истребительная авиационная дивизия;
- 16-я гвардейская истребительная авиационная Свирская дивизия;
- 16-я гвардейская истребительная авиационная Свирская Краснознамённая дивизия;
- Войсковая часть (Полевая почта) 35419;
- Войсковая часть (Полевая почта) 59504 (после октября 1953 года).

## Формирование
258-я истребительная авиационная дивизия сформирована 26 ноября 1942 года на базе Управления Военно-воздушных сил 14-й армии на основании Приказа НКО.

## Переформирование
258-я истребительная авиационная дивизия была переформирована 27 февраля 1943 года на основании Приказа НКО в 258-ю смешанную авиационную дивизию.

## В действующей армии
В составе действующей армии:
- с 26 ноября 1942 года по 27 февраля 1943 года.

## В составе объединений
| Дата          | Фронт (округ)    | Армия                  |
| ------------- | ---------------- | ---------------------- |
| 26.11.1942 г. | Карельский фронт | ВВС Карельского фронта |
| 01.12.1942 г. | Карельский фронт | 7-я воздушная армия    |
| 27.02.1943 г. | Карельский фронт | 7-я воздушная армия    |

## Части и отдельные подразделения дивизии
За весь период своего существования боевой состав дивизии не претерпевал изменений:
| Период                        | Части                                            | Примечание |
| ----------------------------- | ------------------------------------------------ | ---------- |
| 26.11.1942 г. — 27.02.1943 г. | 19-й гвардейский истребительный авиационный полк |            |
| 26.11.1942 г. — 27.02.1943 г. | 20-й гвардейский истребительный авиационный полк |            |

## Командир дивизии
| Звание       | Имя                                         | Период                  | Примечание |
| ------------ | ------------------------------------------- | ----------------------- | ---------- |
| Полковник    | Головня Михаил Михайлович                   | 28.11.1942 — 10.12.1942 |            |
| Подполковник | Рейфшнейдер (Калугин) Георгий Александрович | 11.12.1942 — 26.02.1943 |            |
| Полковник    | Шанин Герман Аркадьевич                     | 26.02.1943 — 27.02.1943 |            |

## Участие в операциях и битвах
- Оборона Заполярья – с 26 ноября 1942 года по 27 февраля 1943 года

## Герои Советского Союза
- Бочков Иван Васильевич, капитан, помощник командира 19-го гвардейского истребительного авиационного полка по воздушно-стрелковой службе 258-й истребительной авиационной дивизии 7-й воздушной армии 1 мая 1943 года удостоен звания Герой Советского Союза. Посмертно.
- Кутахов Павел Степанович, майор, командир эскадрильи 19-го гвардейского истребительного авиационного полка 258-й истребительной авиационной дивизии 7-й  воздушной армии 1 мая 1943 года удостоен звания Герой Советского Союза. Золотая Звезда № 1026